# ارتباك الناخبين
ارتباك الناخبين أو إرباك الناخبين (بالإنجليزية: Voter confusion)‏ يحدث عندما يكون قطاع من الناخبين غير مطلعين أو مُضللين بشأن طرق التصويت، أو عبر التأثير على عملية اختيارهم التي يقومون بها لصالح أحد الخيارات. ويمكن لارتباك الناخبين أن يخلق حافزًا للناخبين للابتعاد عن صناديق الاقتراع.  وعندما تتسبب السلطات في حدوث ارتباك للناخب ، يُعتبر هذا أحيانًا شكلاً من أشكال قمع المقترعين.

## الأسباب
عندما تتغير القواعد والسياسات، مثل تلك المتعلقة بتحديد هوية الناخب، قبل وقت قصير من تاريخ الانتخابات، يمكن أن يعتبر هذا مصدرًا لإرباك الناخبين، وتعتبر إعادة تقسيم الدوائر الانتخابية أو تعيين مواقع اقتراع جديدة قبل فترة وجيزة من الانتخابات من الأسباب التي يمكن أن تُربك الناخبين أيضًا. كما تم الإشارة إلى إجراءات الاقتراع المؤقتة كمصدر إرباك للناخب، بسبب غموض تلك القواعد المتعلقة بها.
ويعد نشر معلومات مضللة حول أوقات وأماكن الانتخابات طريقة أخرى لبث الارتباك بين الناخبين.
عندما يكون لدى المُرشحين أسماء متشابهة، يمكن أن يكون هذا مصدرًا للارتباك للناخبين. كما تم الإشارة إلى آلات التصويت المُعطلة وعدم وجود المترجمين أحد أسباب إرباك الناخبين.